# Мюзикл
Мю́зикл (від англ. musical play — музичний спектакль) — музично-сценічна вистава, в якій поєднуються різноманітні жанри і виражальні засоби естрадної та побутової музики, хореографічного, драматичного і оперного мистецтва. Від оперети відрізняється наскрізним драматургічним розвитком, використанням вокально-хореографічних ансамблів, драматичним змістом.
Мюзикл, як жанр виник в США у 1920-х роках. До найкращих зразків мюзиклу належать «Оклахома» Р. Роджерса, «Співаючи під дощем» Джина Келі, «Вестсайдська історія» Л. Бернастайна, «Моя чарівна леді» Ф. Лоу, «Людина з Ламанчі» М. Лі, «Привид опери» Е. Л. Вебера, «Гамільтон» Ліна-Мануеля Міранди.